# بيل وارد (مخرج فني)
بيل وارد (بالإنجليزية: Bill Ward)‏ هو مخرج فني أمريكي، ولد في 6 مارس عام 1919، في بروكلين في الولايات المتحدة، وتوفي في 17 نوفمبر عام 1998، في ريدجوود في الولايات المتحدة.